# البيئة في السودان
تشمل البيئة في السودان جميع العناصر الحيوية وغير الحيوية التي تحيط بالفرد أو النوع، والتي يساهم بعضها بشكل مباشر في تلبية احتياجاته. تُعدّ السودان ثالث أكبر دولة في قارة أفريقيا من حيث المساحة بعد الجزائر وجمهورية الكونغو الديمقراطية، حيث تحتوي على مساحة شاسعة من الأراضي الصالحة للزراعة، وعلى الرغم من ذلك، تواجه السودان خطر التصحر، مع تفاقم خطر المجاعة بسبب الصراعات في المنطقة، والتي يُعد فيها النفط موردًا اقتصاديًا مهمًا.

## البيئات

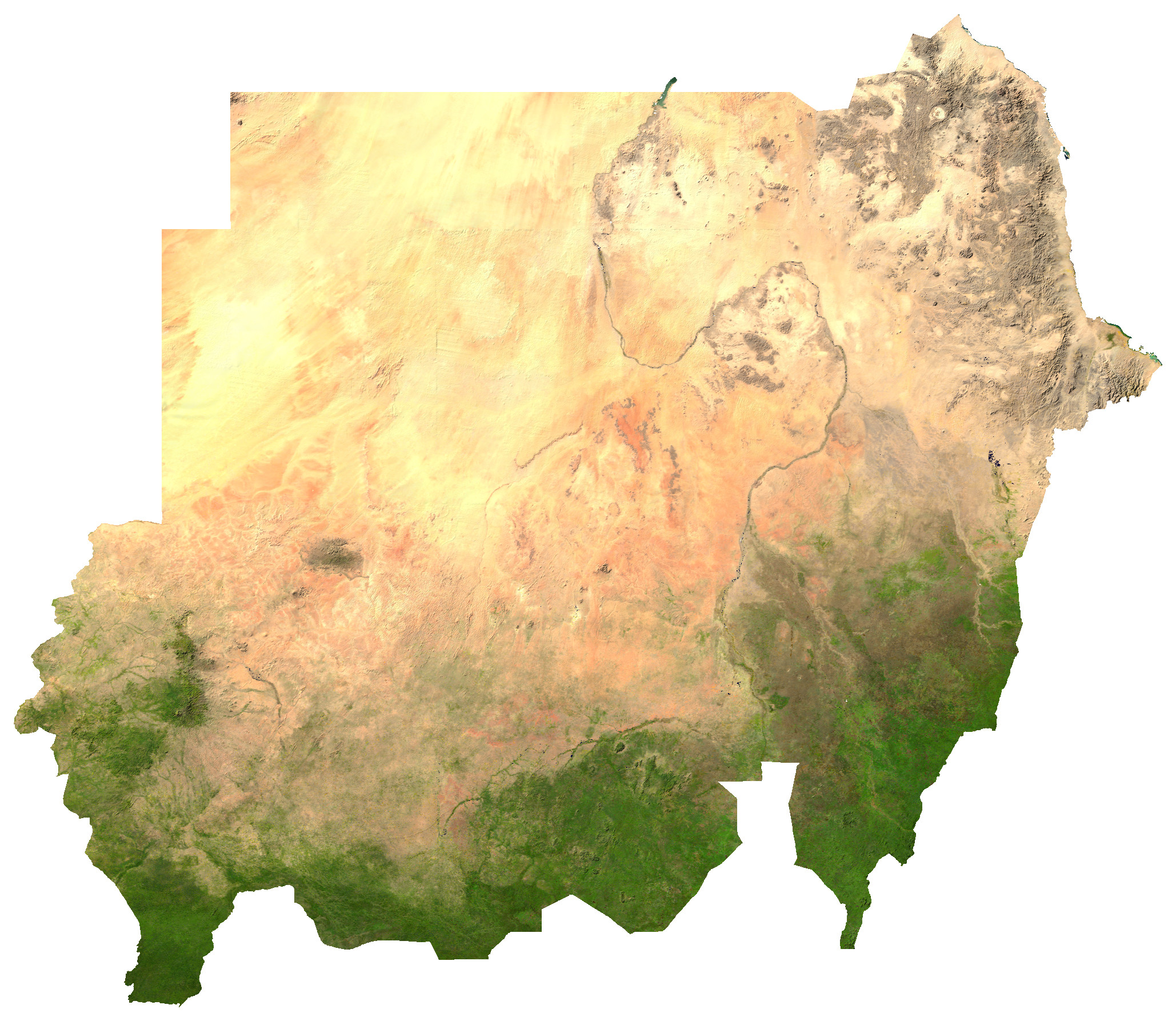
صورة بالقمر الصناعي لأراضي السودان

تقع السودان في شمال أفريقيا بين مصر شمالًا وإريتريا جنوبًا، ويحدها من الشمال الشرقي البحر الأحمر الذي يمتد لمسافة 700 كيلومتر تقريبًا، كما يمر عبرها نهر النيل ورافداه: النيل الأبيض، والذي يوفر المياه للسودان في فترات الجفاف، والنيل الأزرق، والذي يتميز بتدفقه غير المنتظم. ويحدث التقاء النيلين عند مدينة الخرطوم، والتي تغطي أراضيه سهلًا واسعًا تحيط به الجبال من الشرق والغرب.

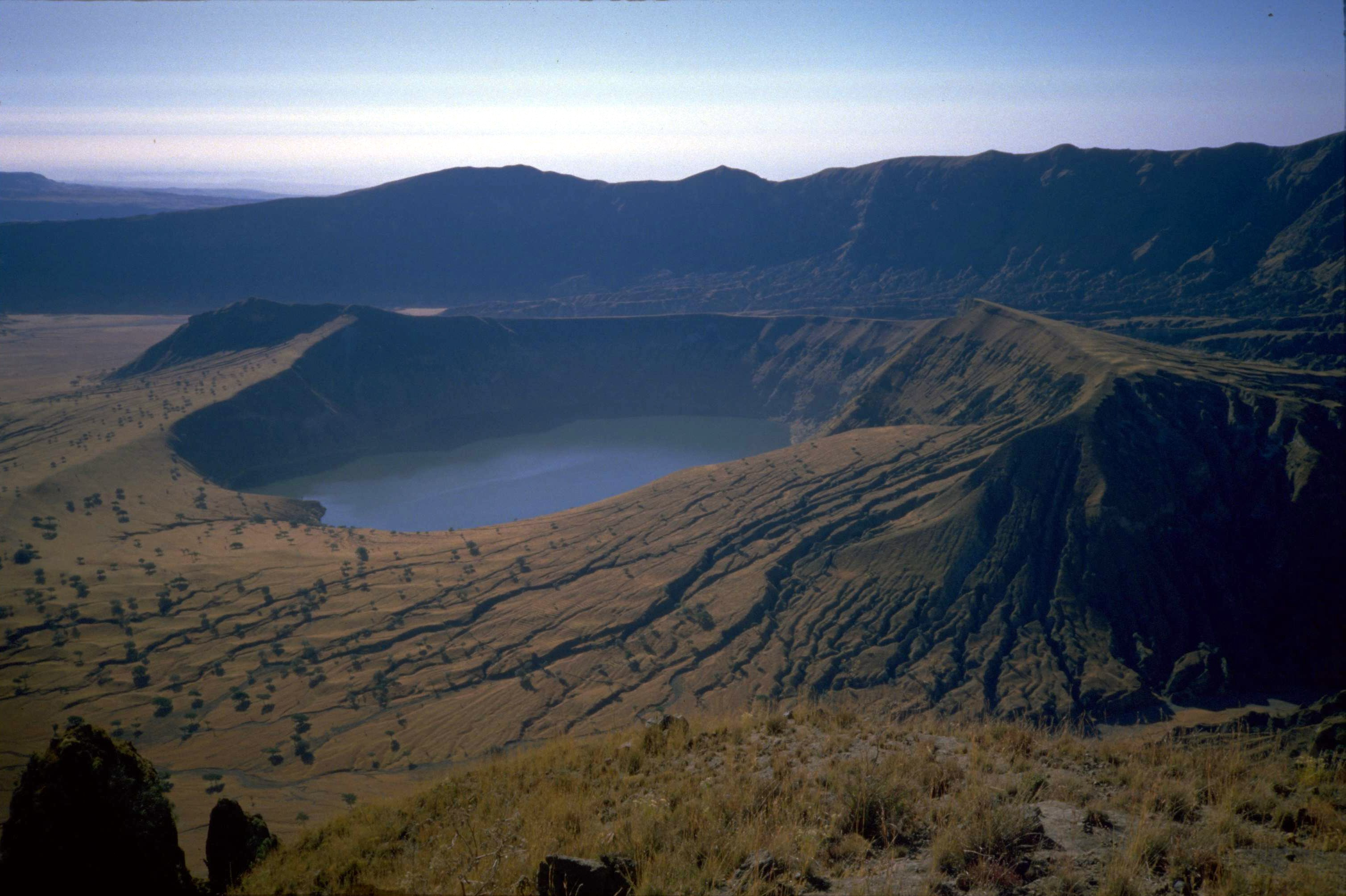
بحيرة كالديرا دريبا في السودان

وتتميز السودان بمناخ شبه قاحل في الجنوب، وبمناخ صحراوي في الشمال، حيث يمتد موسم الأمطار من شهر أبريل (نيسان) إلى شهر أكتوبر (تشرين الأول). وتشمل المناطق الشمالية صحراوية: في السودان كلًا من صحراء النوبة التي تكون من الرمال والصخور، وتتبع الصحاري المصرية والليبية. يعاني السودان من التصحر، الذي ينتشر جنوبًا بسبب تآكل التربة.

## التأثيرات والتهديدات البيئية

### على الأنشطة البشرية

#### الزراعة

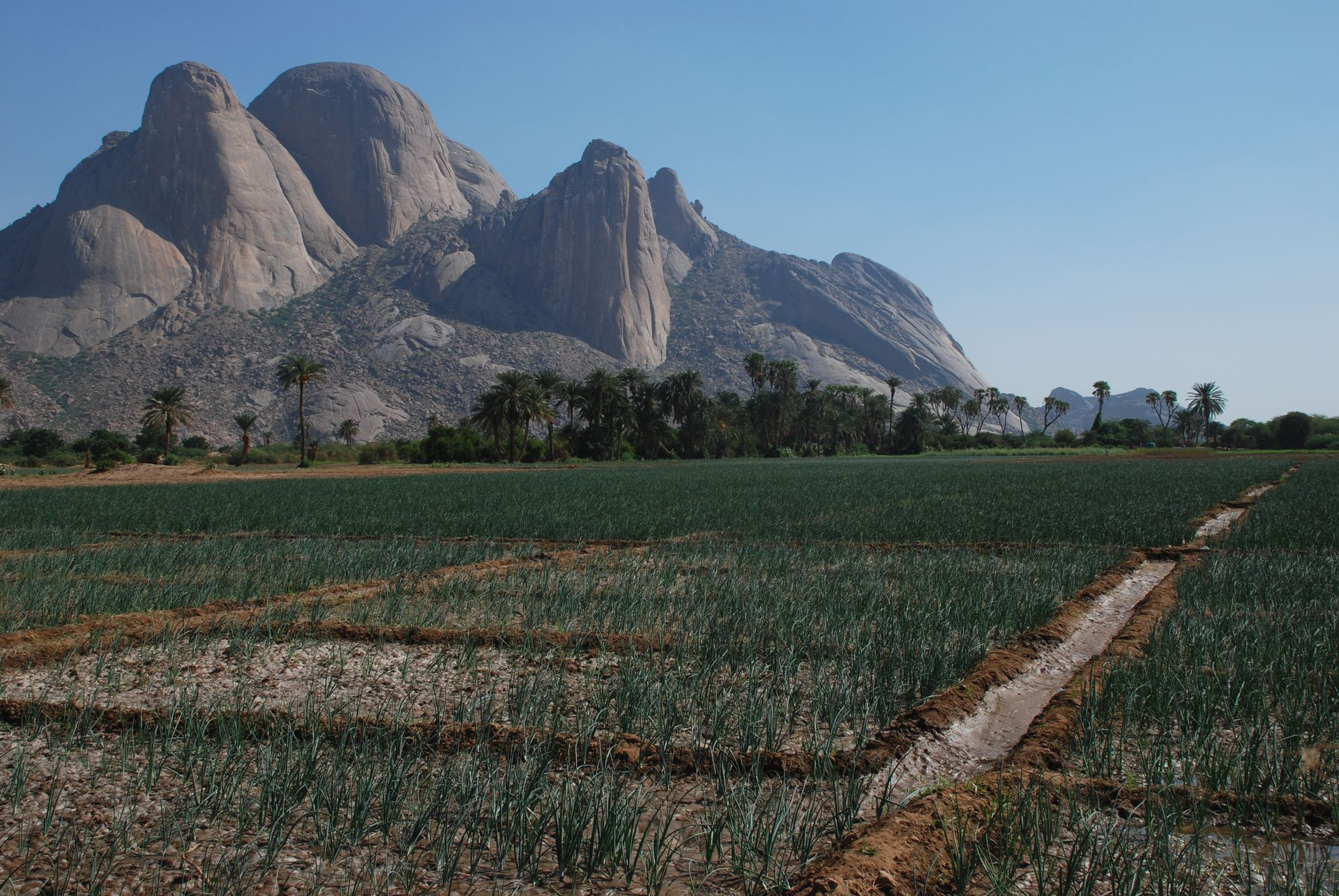
حقول البصل في منطقة كسلا

تُقدر مساحة الأراضي الصالحة للزراعة في السودان بنحو 840,000 كيلومتر مربع، منها 18% فقط مزروعة في الوقت الحالي. وقد شهدت السودان خلال العقد الثاني من القرن الحادي والعشرين فترات من الصراعات والاضطرابات السياسية، ثم بلغت هذه الصراعات ذروتها بعد اندلاع الحرب الأهلية السودانية في عام 2023، وهو ما أثر على أنشطة الزراعة وأضر بالأمن الغذائي السوداني.

#### الصناعات

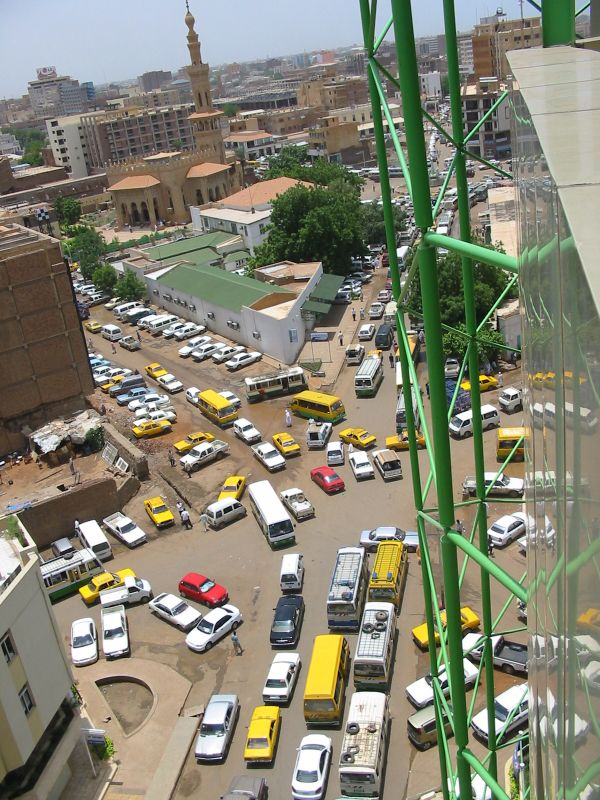
مدينة الخرطوم عاصمة السودان

تتركز الصناعات النفطية بشكل رئيسي في الأجزاء الشمالية من السودان. وتمتد أنابيب النفط من جنوب السودان شمالًا إلى مدينة بورتسودان، على طول شواطئ البحر الأحمر. وتقع مصفاة النفط الرئيسية في السودان على بُعد 70 كيلومترًا شمال العاصمة السودانية الخرطوم.

### الضغط على الموارد

#### إدارة الموارد المائية
أثّر انهيار سد الأربعات في السودان في نهاية أغسطس (آب) 2024 على سبل عيش نحو 50 ألف شخص، وتسبب في تدمير حوالي 20 قرية جزئيًا أو كليًّا، كما تسبب في حرمان مدينة بورتسودان من خزانها الرئيسي للمياه العذبة.

### الضغط على الموارد غير المتجددة

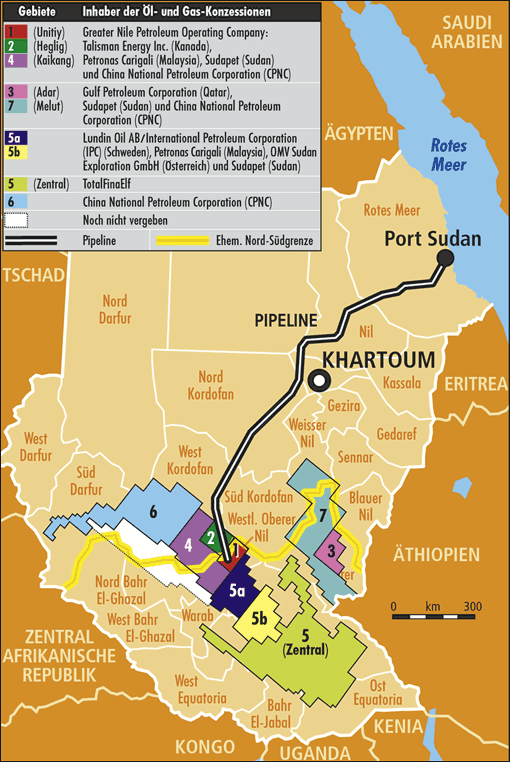
خريطة امتيازات النفط والغاز والبنية التحتية النفطية في دولتي السودان وجنوب السودان

كان جنوب السودان قبل انفصاله يُنتج حوالي 85% من إنتاج السودان من النفط، والبالغ حوالي 470,000 برميل يوميًا. وعلى الرغم من ذلك، فإن معدات النفط والصناعات النفطية ظلت تتركز بشكل رئيسي في شمال السودان، بينما تمتد خطوط الأنابيب من الجنوب شمالًا إلى بورتسودان، على طول البحر الأحمر.

### التلوث

#### إدارة النفايات
بحلول عام 2023، وصل ما يُنتجه الفرد الواحد في أفريقيا جنوب الصحراء الكبرى من النفايات سنويًا إلى 165 كيلوغرامًا، وهو ما يُعتبر أقل بكثير من معدلات انتاج الفرد للنفايات في الدول الغنية.

### الفيضانات
يتعرض السودان كل عام خلال موسم الأمطار لأمطار غزيرة في الفترة بين شهر يونيو (حزيران) وشهر أكتوبر (تشرين الأول). أثرت الفيضانات التي وقعت في القارة الأفريقية في سبتمبر (أيلول) 2020 على 11 دولة في وسط وغرب أفريقيا، وتسببت في وفاة ما يزيد عن 100 شحص، وتشريد 550 ألف شخص في السودان. وفي سبتمبر (أيلول) 2021، تسببت الفيضانات في وفاة ما يزيد عن 80 شخص، وتشريد 65 ألف شخص في السودان. كما تساهم الفيضانات أيضًا في انتشار الأمراض المنقولة بالمياه مثل الكوليرا والملاريا وحمى الضنك. يتجاوز عمر العديد من المنشآت الهيدروليكية في القارة الأفريقية خمسين عامًا، مما يزيد من خطر انهيار السدود. ويتفاقم هذا الخطر بسبب الاحتباس الحراري، الذي يتسبب في هطول أمطار غزيرة. ففي نهاية شهر أغسطس (آب) 2024 على سبيل المثال، انهار سد الأربعات، مما تسبب في تدمير 20 قرية جزئيًّا أو كليا، كما أثر على حياة ما يصل إلى 50,000 شخص في السودان.